# Biełosielskie osiedle wiejskie
Biełosielskie osiedle wiejskie (ros. Белосельское сельское поселение) – jedno z 7 osiedli wiejskich w rejonie krasnogwardiejskim wchodzącym w skład Republiki Adygei. W 2022 liczyło 5753 mieszkańców.